# Пиетросу (Њамц)
Пиетросу (рум. Pietrosu) насеље је у Румунији у округу Њамц у општини Оничени. Oпштина се налази на надморској висини од 220 m.

## Становништво
Према подацима из 2002. године у насељу је живело 293 становника, од којих су сви румунске националности.